# Liste der Kategorie-A-Bauwerke in Highland

Lage von Highland in Schottland

Die Liste der Kategorie-A-Gebäude in Highland umfasst sämtliche in der Kategorie A eingetragenen Baudenkmäler in der schottischen Council Area Highland. Die Einstufung wird anhand der Kriterien von Historic Scotland vorgenommen, wobei in die höchste Kategorie A Bauwerke von nationaler oder internationaler Bedeutung einsortiert sind. In Highland sind derzeit 183 Bauwerke in der Kategorie A gelistet.
| Name                                             | Lage                                                  | Typ                          | Eintrag | Bild                                             |
| ------------------------------------------------ | ----------------------------------------------------- | ---------------------------- | ------- | ------------------------------------------------ |
| Sluggan Bridge                                   | nahe Carrbridge 57° 16′ 28,8″ N, 3° 52′ 33,3″ W       | Brücke                       | 240     | Sluggan Bridge                                   |
| Muckrach Castle                                  | nahe Dulnain Bridge 57° 18′ 17,1″ N, 3° 41′ 5,3″ W    | Tower House                  | 249     | Muckrach Castle                                  |
| Croft House                                      | nahe Aviemore 57° 9′ 42,6″ N, 3° 48′ 55,5″ W          | Villa                        | 251     | Croft House                                      |
| Bahnhof Aviemore                                 | Aviemore 57° 11′ 17,5″ N, 3° 49′ 44,4″ W              | Bahnhof                      | 257     | Bahnhof Aviemore                                 |
| Broomhill Bridge                                 | nahe Dulnain Bridge 57° 16′ 50,6″ N, 3° 39′ 55,4″ W   | Brücke                       | 260     | Broomhill Bridge                                 |
| Shin Viaduct                                     | Invershin 57° 55′ 26,3″ N, 4° 24′ 3,5″ W              | Brücke                       | 279     | Shin Viaduct                                     |
| Borrodale Viaduct                                | nahe Arisaig 56° 54′ 12,1″ N, 5° 46′ 58,6″ W          | Brücke                       | 302     | Borrodale Viaduct                                |
| Friedhof der St Finan’s Chapel                   | St Finan’s Isle 56° 45′ 5,9″ N, 5° 40′ 43,6″ W        | Friedhof                     | 306     |                                                  |
| Glenfinnan Monument                              | Glenfinnan 56° 52′ 9,2″ N, 5° 26′ 13,4″ W             | Denkmal                      | 308     | Glenfinnan Monument                              |
| Glenfinnan-Viadukt                               | Glenfinnan 56° 52′ 34,6″ N, 5° 25′ 53,4″ W            | Brücke                       | 310     | Glenfinnan-Viadukt                               |
| Kinlochmoidart House                             | nahe Ardmolich 56° 47′ 12,7″ N, 5° 44′ 25,5″ W        | Villa                        | 317     | Kinlochmoidart House                             |
| Old Spey Bridge                                  | Speybridge 57° 19′ 2,8″ N, 3° 35′ 45,4″ W             | Brücke                       | 335     | Old Spey Bridge                                  |
| Castle Grant                                     | nahe Grantown-on-Spey 57° 21′ 7,2″ N, 3° 35′ 41″ W    | Burg                         | 348     | Castle Grant                                     |
| East Lodge von Castle Grant                      | nahe Grantown-on-Spey 57° 21′ 7,3″ N, 3° 36′ 31,9″ W  | Wohngebäude                  | 349     | East Lodge von Castle Grant                      |
| The Dairy                                        | nahe Avoch 57° 34′ 18,7″ N, 4° 12′ 19,9″ W            | Landwirtschaftliches Gebäude | 374     | The Dairy                                        |
| Glendale Mill                                    | nahe Glendale 57° 26′ 59,5″ N, 6° 43′ 20,9″ W         | Mühle                        | 467     | Glendale Mill                                    |
| Cape Wrath Lighthouse                            | Cape Wrath 58° 37′ 31,5″ N, 4° 59′ 56,8″ W            | Leuchtturm                   | 488     | Cape Wrath Lighthouse                            |
| Dunvegan Parish Church                           | Dunvegan 57° 26′ 18,1″ N, 6° 34′ 58,9″ W              | Kirche                       | 498     | Dunvegan Parish Church                           |
| Dunvegan Castle                                  | nahe Dunvegan 57° 26′ 54,4″ N, 6° 35′ 23,9″ W         | Burg                         | 501     | Dunvegan Castle                                  |
| The Laundry                                      | nahe Dunvegan 57° 26′ 51,6″ N, 6° 35′ 27,6″ W         | Wohngebäude                  | 503     | The Laundry                                      |
| Balnakeil House                                  | nahe Durness 58° 34′ 33,3″ N, 4° 46′ 1,7″ W           | Herrenhaus                   | 517     | Balnakeil House                                  |
| Ardnamurchan Lighthouse                          | Ardnamurchan 56° 43′ 37,5″ N, 6° 13′ 33,5″ W          | Leuchtturm                   | 521     | Ardnamurchan Lighthouse                          |
| Glenborrodale Castle                             | Glenborrodale 56° 40′ 41,8″ N, 5° 54′ 33,9″ W         | Villa                        | 524     | Glenborrodale Castle                             |
| Mingary Castle                                   | nahe Kilchoan 56° 41′ 33,9″ N, 6° 4′ 48″ W            | Burg                         | 527     | Mingary Castle                                   |
| Aldourie Castle                                  | nahe Dores 57° 24′ 13,7″ N, 4° 19′ 46,4″ W            | Herrenhaus                   | 535     | Aldourie Castle                                  |
| Aultmore House                                   | nahe Nethy Bridge 57° 16′ 29,9″ N, 3° 38′ 10,3″ W     | Villa                        | 549     |                                                  |
| Ardclach Bell Tower                              | nahe Ferness 57° 29′ 10″ N, 3° 44′ 48,2″ W            | Glockenturm                  | 551     | Ardclach Bell Tower                              |
| Dulsie Bridge                                    | nahe Ferness 57° 27′ 2,5″ N, 3° 46′ 53,3″ W           | Brücke                       | 557     | Dulsie Bridge                                    |
| Glenferness House                                | nahe Ferness 57° 27′ 48,3″ N, 3° 46′ 24,3″ W          | Herrenhaus                   | 560     |                                                  |
| Logie Bridge                                     | nahe Ferness 57° 29′ 39,4″ N, 3° 44′ 14,3″ W          | Brücke                       | 564     | Logie Bridge                                     |
| Skibo Castle                                     | nahe Dornoch 57° 52′ 22,8″ N, 4° 7′ 56″ W             | Schloss                      | 597     | Skibo Castle                                     |
| Embo House                                       | nahe Embo 57° 54′ 12,8″ N, 4° 0′ 41,6″ W              | Villa                        | 608     | Embo House                                       |
| Boath House                                      | Auldearn 57° 34′ 46,3″ N, 3° 48′ 30,3″ W              | Herrenhaus                   | 1649    | Boath House                                      |
| Brightmony House                                 | nahe Auldearn 57° 33′ 40,2″ N, 3° 47′ 27,2″ W         | Villa                        | 1657    |                                                  |
| Nairn Viaduct                                    | nahe Culloden 57° 28′ 41,5″ N, 4° 3′ 46,6″ W          | Brücke                       | 1709    | Nairn Viaduct                                    |
| Dalcross Castle                                  | nahe Culloden 57° 30′ 29,9″ N, 4° 2′ 24,7″ W          | Tower House                  | 1713    | Dalcross Castle                                  |
| Fort George                                      | nahe Ardersier 57° 35′ 0″ N, 4° 4′ 14″ W              | Festung                      | 1721    | Fort George                                      |
| Budgate House                                    | Cawdor 57° 31′ 14″ N, 3° 56′ 41,5″ W                  | Wohngebäude                  | 1727    | Budgate House                                    |
| Cawdor Castle                                    | Cawdor 57° 31′ 27,5″ N, 3° 55′ 35″ W                  | Schloss                      | 1728    | Cawdor Castle                                    |
| Cawdor Parish Church                             | Cawdor 57° 31′ 29,3″ N, 3° 55′ 57,4″ W                | Kirche                       | 1760    | Cawdor Parish Church                             |
| Coul House                                       | Contin 57° 34′ 16,9″ N, 4° 34′ 20,5″ W                | Villa                        | 1769    | Coul House                                       |
| Contin Bridge                                    | Contin 57° 34′ 24,9″ N, 4° 35′ 12,4″ W                | Brücke                       | 1789    | Contin Bridge                                    |
| Canisbay Parish Church                           | Canisbay 58° 38′ 18,8″ N, 3° 7′ 57,4″ W               | Kirche                       | 1795    | Canisbay Parish Church                           |
| Castle of Mey                                    | nahe John o’ Groats 58° 38′ 49,5″ N, 3° 13′ 29,2″ W   | Schloss                      | 1797    | Castle of Mey                                    |
| Freswick House                                   | nahe John o’ Groats 58° 35′ 15,9″ N, 3° 4′ 17,4″ W    | Tower House                  | 1799    | Freswick House                                   |
| Holme Rose                                       | nahe Croy 57° 30′ 43,7″ N, 3° 59′ 38,3″ W             | Herrenhaus                   | 1812    |                                                  |
| Cromarty House                                   | Cromarty 57° 40′ 36,2″ N, 4° 1′ 32,2″ W               | Herrenhaus                   | 1818    | Cromarty House                                   |
| Stallungen von Cromarty House                    | Cromarty 57° 40′ 31,2″ N, 4° 1′ 26,9″ W               | Stallungen                   | 1820    | Stallungen von Cromarty House                    |
| Kilravock Castle                                 | nahe Croy 57° 31′ 11″ N, 3° 59′ 0,4″ W                | Tower House                  | 1841    | Kilravock Castle                                 |
| White Bridge                                     | nahe Cawdor 57° 31′ 36,4″ N, 3° 57′ 54,4″ W           | Brücke                       | 1843    | White Bridge                                     |
| Fort Augustus Abbey                              | Fort Augustus 57° 8′ 41″ N, 4° 40′ 35,5″ W            | Kloster                      | 1861    | Fort Augustus Abbey                              |
| Kirche der Fort Augustus Abbey                   | Fort Augustus 57° 8′ 40,6″ N, 4° 40′ 32,2″ W          | Kirche                       | 1862    | Kirche der Fort Augustus Abbey                   |
| Oich Old Bridge                                  | nahe Fort Augustus 57° 5′ 36″ N, 4° 44′ 43″ W         | Brücke                       | 1872    | Oich Old Bridge                                  |
| Old Bridge                                       | nahe Fort Augustus 57° 12′ 14,8″ N, 4° 30′ 9,5″ W     | Brücke                       | 1874    | Old Bridge                                       |
| Foyers Aluminium Works                           | Foyers 57° 15′ 19,3″ N, 4° 29′ 35,4″ W                | Industriebauwerk             | 1880    | Foyers Aluminium Works                           |
| Dunnet Parish Church                             | Dunnet 58° 37′ 17,5″ N, 3° 20′ 41,6″ W                | Kirche                       | 1888    | Dunnet Parish Church                             |
| Edderton Old Parish Church                       | Edderton 57° 49′ 44,9″ N, 4° 9′ 30″ W                 | Kirche                       | 4572    | Edderton Old Parish Church                       |
| Stauwerk von Loch Laggan                         | Loch Laggan 56° 53′ 22,2″ N, 4° 40′ 23,1″ W           | Stauwerk                     | 6835    | Stauwerk von Loch Laggan                         |
| Keppoch Barn                                     | Roybridge 56° 53′ 14,6″ N, 4° 50′ 31,2″ W             | Scheune                      | 6837    |                                                  |
| Commando Memorial                                | nahe Spean Bridge 56° 53′ 52,4″ N, 4° 56′ 38,6″ W     | Denkmal                      | 6842    | Commando Memorial                                |
| Mucomir Bridge                                   | Gairlochy 56° 54′ 35,9″ N, 4° 59′ 5,9″ W              | Brücke                       | 6868    |                                                  |
| Garvamore Barracks                               | nahe Laggan 57° 0′ 58,7″ N, 4° 25′ 33,7″ W            | Wohngebäude                  | 6899    | Garvamore Barracks                               |
| Garvamore Bridge                                 | nahe Laggan 57° 1′ 12,3″ N, 4° 26′ 11,7″ W            | Brücke                       | 6900    | Garvamore Bridge                                 |
| Ardverikie House                                 | Loch Laggan 56° 57′ 18,5″ N, 4° 27′ 18″ W             | Herrenhaus                   | 6910    | Ardverikie House                                 |
| Torhaus von Ardverikie House                     | Loch Laggan 56° 58′ 30,9″ N, 4° 24′ 16,8″ W           | Wohngebäude                  | 6911    | Torhaus von Ardverikie House                     |
| Cluny Castle                                     | nahe Laggan 57° 1′ 11,2″ N, 4° 13′ 56,3″ W            | Herrenhaus                   | 6914    | Cluny Castle                                     |
| Plockton Church                                  | Plockton 57° 20′ 13,6″ N, 5° 39′ 9″ W                 | Kirche                       | 6927    | Plockton Church                                  |
| 12 Lower Ardelve                                 | Ardelve 57° 16′ 51,7″ N, 5° 31′ 43″ W                 | Wohngebäude                  | 6999    | 12 Lower Ardelve                                 |
| Mound Bridge                                     | nahe Golspie 57° 57′ 22,9″ N, 4° 4′ 15,3″ W           | Brücke                       | 7022    | Mound Bridge                                     |
| St Andrew’s Parish Church                        | Golspie 57° 58′ 33,7″ N, 3° 58′ 0,3″ W                | Kirche                       | 7036    | St Andrew’s Parish Church                        |
| Dunrobin Castle                                  | nahe Golspie 57° 58′ 54,4″ N, 3° 56′ 43,7″ W          | Schloss                      | 7044    | Dunrobin Castle                                  |
| Gärten von Dunrobin Castle                       | nahe Golspie 57° 58′ 53,2″ N, 3° 56′ 36,2″ W          | Gärten                       | 7045    | Gärten von Dunrobin Castle                       |
| Glen Loy Aqueduct                                | nahe Gairlochy 56° 53′ 25″ N, 5° 2′ 23,2″ W           | Brücke                       | 7085    | Glen Loy Aqueduct                                |
| Loy Sluices                                      | nahe Gairlochy 56° 53′ 7,7″ N, 5° 2′ 24,4″ W          | Wasserbauwerk                | 7089    | Loy Sluices                                      |
| Torcastle Aqueduct                               | nahe Fort William 56° 51′ 57,9″ N, 5° 3′ 59,2″ W      | Brücke                       | 7090    | Torcastle Aqueduct                               |
| Callert House                                    | nahe North Ballachulish 56° 41′ 46,1″ N, 5° 7′ 7″ W   | Herrenhaus                   | 7091    | Callert House                                    |
| Fasnakyle Power Station                          | nahe Cannich 57° 19′ 33,6″ N, 4° 47′ 38,4″ W          | Kraftwerk                    | 7118    | Fasnakyle Power Station                          |
| Glen Affric Lodge                                | Loch Affric 57° 15′ 38,8″ N, 5° 0′ 44,3″ W            | Villa                        | 7121    | Glen Affric Lodge                                |
| Loth Parish Church                               | nahe Helmsdale 58° 4′ 46″ N, 3° 44′ 48,2″ W           | Kirche                       | 7149    | Loth Parish Church                               |
| Gärten von Bighouse                              | nahe Melvich 58° 33′ 26,2″ N, 3° 54′ 23,7″ W          | Gärten                       | 7160    |                                                  |
| Croick Church                                    | nahe Bonar Bridge 57° 53′ 9,2″ N, 4° 36′ 16,2″ W      | Kirche                       | 7181    | Croick Church                                    |
| Helmsdale Bridge                                 | Helmsdale 58° 7′ 0″ N, 3° 39′ 18,4″ W                 | Brücke                       | 7193    | Helmsdale Bridge                                 |
| Eilean Donan Castle                              | Dornie 57° 16′ 26,5″ N, 5° 30′ 58″ W                  | Burg                         | 7209    | Eilean Donan Castle                              |
| Glenelg War Memorial                             | Glenelg 57° 12′ 39,3″ N, 5° 37′ 43,1″ W               | Denkmal                      | 7236    | Glenelg War Memorial                             |
| Beaton’s Cottage                                 | Bornesketaig 57° 38′ 59,8″ N, 6° 23′ 46,3″ W          | Wohngebäude                  | 7240    | Beaton’s Cottage                                 |
| New Kelso House                                  | nahe Strathcarron 57° 25′ 44,9″ N, 5° 26′ 0,2″ W      | Wohngebäude                  | 7262    |                                                  |
| Auchindrean Bridge                               | Auchindrean 57° 46′ 42,6″ N, 5° 2′ 11,4″ W            | Brücke                       | 7754    | Auchindrean Bridge                               |
| Ullapool Museum                                  | Ullapool 57° 53′ 45,5″ N, 5° 9′ 43,1″ W               | Museum                       | 7764    | Ullapool Museum                                  |
| Fearn Abbey                                      | Fearn 57° 46′ 12,4″ N, 3° 57′ 22,2″ W                 | Kirche                       | 7780    | Fearn Abbey                                      |
| Lovat Mausoleum                                  | Kirkhill 57° 28′ 42,1″ N, 4° 25′ 13,4″ W              | Mausoleum                    | 7815    | Lovat Mausoleum                                  |
| Castle Leod                                      | nahe Strathpeffer 57° 35′ 55″ N, 4° 32′ 6″ W          | Burg                         | 7826    | Castle Leod                                      |
| Tarbat House                                     | nahe Milton 57° 44′ 7″ N, 4° 4′ 2″ W                  | Herrenhaus                   | 7848    | Tarbat House                                     |
| Kilmuir Easter Parish Church                     | nahe Milton 57° 43′ 52,3″ N, 4° 5′ 17,2″ W            | Kirche                       | 7876    | Kilmuir Easter Parish Church                     |
| Udrigle House                                    | Achgarve 57° 52′ 56,1″ N, 5° 33′ 3,8″ W               | Wohngebäude                  | 7902    | Udrigle House                                    |
| Wyvis Lodge                                      | nahe Evanton 57° 43′ 37,3″ N, 4° 32′ 44,9″ W          | Villa                        | 7906    | Wyvis Lodge                                      |
| Flowerdale House                                 | nahe Gairloch 57° 42′ 53,1″ N, 5° 40′ 17,2″ W         | Herrenhaus                   | 7910    | Flowerdale House                                 |
| Foulis Castle                                    | nahe Alness 57° 38′ 42″ N, 4° 21′ 55″ W               | Herrenhaus                   | 7911    | Foulis Castle                                    |
| Foulis Point Granary                             | nahe Evanton 57° 38′ 25,7″ N, 4° 20′ 51,4″ W          | Speicher                     | 7914    | Foulis Point Granary                             |
| The Corr                                         | nahe Latheron 58° 18′ 9,6″ N, 3° 21′ 45″ W            | Bauernhof                    | 7935    | The Corr                                         |
| Dunbeath Castle                                  | nahe Dunbeath 58° 14′ 6″ N, 3° 26′ 8″ W               | Schloss                      | 7936    | Dunbeath Castle                                  |
| Taubenhaus von Forse House                       | nahe Latheron 58° 17′ 59,1″ N, 3° 20′ 48,6″ W         | Taubenhaus                   | 7949    |                                                  |
| Laidhay Croft Museum                             | nahe Dunbeath 58° 15′ 21,2″ N, 3° 24′ 33,7″ W         | Museum                       | 7951    | Laidhay Croft Museum                             |
| Kilcoy Castle                                    | nahe Muir of Ord 57° 31′ 43,7″ N, 4° 22′ 44,1″ W      | Tower House                  | 8007    |                                                  |
| Old Allangrange House                            | nahe Munlochy 57° 31′ 54,2″ N, 4° 17′ 56,6″ W         | Herrenhaus                   | 8013    |                                                  |
| Dochfour House                                   | nahe Inverness 57° 25′ 18″ N, 4° 19′ 30,3″ W          | Herrenhaus                   | 8028    | Dochfour House                                   |
| Culloden House                                   | Culloden 57° 29′ 25,5″ N, 4° 8′ 6,3″ W                | Herrenhaus                   | 8039    | Culloden House                                   |
| Taubenturm von Inshes House                      | Inverness 57° 27′ 52,8″ N, 4° 10′ 37,8″ W             | Taubenturm                   | 8050    |                                                  |
| Leys Castle                                      | Inverness 57° 26′ 23,6″ N, 4° 12′ 2,5″ W              | Herrenhaus                   | 8053    |                                                  |
| Beaufort Castle                                  | nahe Kiltarlity 57° 27′ 10,1″ N, 4° 29′ 24,4″ W       | Herrenhaus                   | 8068    | Beaufort Castle                                  |
| Lovat Bridge                                     | Beauly 57° 28′ 14,3″ N, 4° 28′ 32,7″ W                | Brücke                       | 8083    | Lovat Bridge                                     |
| Stallungen von Culloden House                    | Culloden 57° 29′ 18,4″ N, 4° 8′ 8,6″ W                | Stallungen                   | 10954   | Stallungen von Culloden House                    |
| Exerzierhalle von Golspie                        | Golspie 57° 58′ 41,3″ N, 3° 57′ 48,4″ W               | Militärbauwerk               | 12951   | Exerzierhalle von Golspie                        |
| Raasay House                                     | Raasay 57° 21′ 12,6″ N, 6° 4′ 44,5″ W                 | Herrenhaus                   | 13932   | Raasay House                                     |
| Ardtornish House                                 | nahe Lochaline 56° 33′ 48,3″ N, 5° 44′ 22,4″ W        | Herrenhaus                   | 13951   | Ardtornish House                                 |
| Stallungen von Armadale Castle                   | nahe Armadale 57° 4′ 10,7″ N, 5° 53′ 49″ W            | Stallungen                   | 14004   | Stallungen von Armadale Castle                   |
| Fairburn Tower                                   | nahe Marybank 57° 32′ 7,1″ N, 4° 33′ 29,5″ W          | Tower House                  | 14030   | Fairburn Tower                                   |
| Nigg Old Parish Church                           | Nigg 57° 43′ 9,1″ N, 4° 0′ 31,4″ W                    | Kirche                       | 14044   | Nigg Old Parish Church                           |
| Ackergill Tower                                  | nahe Wick 58° 28′ 29,3″ N, 3° 6′ 45,8″ W              | Tower House                  | 14072   | Ackergill Tower                                  |
| Keiss Harbour                                    | Keiss 58° 31′ 52,9″ N, 3° 6′ 58,8″ W                  | Hafen                        | 14085   | Keiss Harbour                                    |
| Noss Head Lighthouse                             | nahe Wick 58° 28′ 44,4″ N, 3° 3′ 3,2″ W               | Leuchtturm                   | 14087   | Noss Head Lighthouse                             |
| Sibster Farm Steading                            | nahe Wick 58° 27′ 35,7″ N, 3° 9′ 42,6″ W              | Bauernhof                    | 14088   |                                                  |
| Southern Warehouse                               | Portmahomack 57° 50′ 17,5″ N, 3° 49′ 41,6″ W          | Speicher                     | 14091   | Southern Warehouse (am rechten Bildrand)         |
| Tarbat West Church                               | Portmahomack 57° 49′ 57,2″ N, 3° 49′ 45″ W            | Kirche                       | 14098   | Tarbat West Church                               |
| Tarbat Ness Lighthouse                           | nahe Portmahomack 57° 51′ 54,2″ N, 3° 46′ 35,8″ W     | Leuchtturm                   | 14100   | Tarbat Ness Lighthouse                           |
| Ballone Castle                                   | nahe Portmahomack 57° 49′ 49″ N, 3° 48′ 19″ W         | Tower House                  | 14104   | Ballone Castle                                   |
| Kinloch Castle                                   | Rùm 57° 0′ 48,8″ N, 6° 16′ 55,9″ W                    | Herrenhaus                   | 14125   | Kinloch Castle                                   |
| Aultnaslanach Viaduct                            | nahe Moy 57° 23′ 16,5″ N, 4° 3′ 51,7″ W               | Brücke                       | 14887   | Aultnaslanach Viaduct                            |
| Kinkell Castle                                   | nahe Conon Bridge 57° 33′ 21,1″ N, 4° 25′ 6,7″ W      | Tower House                  | 14906   | Kinkell Castle                                   |
| Newhall House                                    | nahe Jemimaville 57° 39′ 39,8″ N, 4° 10′ 59,9″ W      | Herrenhaus                   | 14942   | Newhall House                                    |
| Poyntzfield House                                | nahe Jemimaville 57° 38′ 58,7″ N, 4° 9′ 43″ W         | Herrenhaus                   | 14949   | Poyntzfield House                                |
| Achingale Mill                                   | nahe Watten 58° 27′ 46,2″ N, 3° 18′ 11,9″ W           | Mühle                        | 14976   | Achingale Mill                                   |
| Scheune von Sandside House                       | nahe Reay 58° 33′ 44,9″ N, 3° 48′ 10,2″ W             | Scheune                      | 14986   |                                                  |
| Sandside Harbour                                 | nahe Reay 58° 34′ 11,6″ N, 3° 47′ 35,9″ W             | Hafen                        | 14988   | Sandside Harbour                                 |
| Reay Parish Church                               | Reay 58° 33′ 32,9″ N, 3° 46′ 36,5″ W                  | Kirche                       | 14992   | Reay Parish Church                               |
| Torgyle Bridge                                   | nahe Fort Augustus 57° 10′ 33,2″ N, 4° 47′ 55,4″ W    | Brücke                       | 14996   | Torgyle Bridge                                   |
| Corrimony Grange Barn                            | Corrimony 57° 20′ 7,7″ N, 4° 41′ 52,6″ W              | Scheune                      | 14997   |                                                  |
| Invermoriston Home Farm                          | nahe Invermoriston 57° 12′ 43,6″ N, 4° 35′ 57,3″ W    | Bauernhof                    | 15021   |                                                  |
| Ardross Castle                                   | nahe Ardross 57° 44′ 6,8″ N, 4° 20′ 1,7″ W            | Herrenhaus                   | 15031   | Ardross Castle                                   |
| Old Rosskeen Parish Church                       | nahe Invergordon 57° 41′ 37,9″ N, 4° 12′ 7,5″ W       | Kirche                       | 15040   | Old Rosskeen Parish Church                       |
| Castle Stuart                                    | nahe Culloden 57° 31′ 14,5″ N, 4° 6′ 10,4″ W          | Tower House                  | 17591   | Castle Stuart                                    |
| Tongue Parish Church                             | Tongue 58° 28′ 43,8″ N, 4° 25′ 6,1″ W                 | Kirche                       | 18456   | Tongue Parish Church                             |
| Tongue House                                     | nahe Tongue 58° 29′ 38,2″ N, 4° 25′ 3,7″ W            | Herrenhaus                   | 18458   | Tongue House                                     |
| The Gardener’s House                             | Cromarty 57° 40′ 42,6″ N, 4° 1′ 32,5″ W               | Villa                        | 23570   | The Gardener’s House                             |
| Cromarty Courthouse Museum                       | Cromarty 57° 40′ 48″ N, 4° 1′ 52,2″ W                 | Museum                       | 23585   | Cromarty Courthouse Museum                       |
| Miller House                                     | Cromarty 57° 40′ 48″ N, 4° 1′ 51,1″ W                 | Villa                        | 23587   | Miller House (rechts)                            |
| Hugh Miller’s Cottage                            | Cromarty 57° 40′ 47,8″ N, 4° 1′ 50,8″ W               | Wohngebäude                  | 23588   | Hugh Miller’s Cottage                            |
| East Parish Church                               | Cromarty 57° 40′ 44,2″ N, 4° 1′ 44,8″ W               | Kirche                       | 23595   | East Parish Church                               |
| Cromarty Lighthouse                              | Cromarty 57° 40′ 58,9″ N, 4° 2′ 11,4″ W               | Leuchtturm                   | 23680   | Cromarty Lighthouse                              |
| Townlands Barn                                   | Cromarty 57° 40′ 49,9″ N, 4° 2′ 6,9″ W                | Scheune                      | 23695   | Townlands Barn                                   |
| Cromarty Harbour                                 | Cromarty 57° 40′ 59,2″ N, 4° 2′ 18,3″ W               | Hafen                        | 23700   | Cromarty Harbour                                 |
| St Clement’s Church                              | Dingwall 57° 35′ 50,3″ N, 4° 25′ 43,8″ W              | Kirche                       | 24516   | St Clement’s Church                              |
| Caisteal Gorach                                  | Dingwall 57° 36′ 59,3″ N, 4° 26′ 17,4″ W              | Turm                         | 24520   | Caisteal Gorach                                  |
| Dornoch Cathedral                                | Dornoch 57° 52′ 49,4″ N, 4° 1′ 47,7″ W                | Kirche                       | 24632   | Dornoch Cathedral                                |
| St Mary and the Immaculate Conception            | Fort William 56° 49′ 11,5″ N, 5° 6′ 12,6″ W           | Kirche                       | 31780   | St Mary and the Immaculate Conception            |
| St Andrew’s Episcopal Church                     | Fort William 56° 49′ 7,4″ N, 5° 6′ 31,7″ W            | Kirche                       | 31788   | St Andrew’s Episcopal Church                     |
| Chanonry Lighthouse                              | nahe Fortrose 57° 34′ 26,3″ N, 4° 5′ 33,9″ W          | Leuchtturm                   | 31799   | Chanonry Lighthouse                              |
| Speyside House                                   | nahe Grantown-on-Spey 57° 19′ 53,1″ N, 3° 36′ 24,5″ W | Schule                       | 34073   | Speyside House                                   |
| 28–34 Academy Street                             | Inverness 57° 28′ 46,1″ N, 4° 13′ 28,1″ W             | Geschäftsgebäude             | 35127   | 28–34 Academy Street                             |
| Inverness Town Steeple                           | Inverness 57° 28′ 38,9″ N, 4° 13′ 31,8″ W             | Turm                         | 35153   | Inverness Town Steeple                           |
| Inverness Sheriff Court and Police Station       | Inverness 57° 28′ 34″ N, 4° 13′ 32″ W                 | Öffentliches Gebäude         | 35166   | Inverness Sheriff Court and Police Station       |
| Old High Church                                  | Inverness 57° 28′ 48,1″ N, 4° 13′ 43,9″ W             | Kirche                       | 35179   | Old High Church                                  |
| Dunbar’s Hospital                                | Inverness 57° 28′ 48,1″ N, 4° 13′ 40,4″ W             | Hilfseinrichtung             | 35184   | Dunbar’s Hospital                                |
| 9–11 High Street                                 | Inverness 57° 28′ 39,9″ N, 4° 13′ 30″ W               | Geschäftsgebäude             | 35251   | 9–11 High Street                                 |
| 54–60 High Street                                | Inverness 57° 28′ 40,8″ N, 4° 13′ 22,8″ W             | Geschäftsgebäude             | 35259   | 54–60 High Street                                |
| Inverness Town House                             | Inverness 57° 28′ 38,3″ N, 4° 13′ 29,9″ W             | Rathaus                      | 35260   | Inverness Town House                             |
| St Mary’s Church                                 | Inverness 57° 28′ 40,4″ N, 4° 13′ 48,1″ W             | Kirche                       | 35272   | St Mary’s Church                                 |
| Balnain House                                    | Inverness 57° 28′ 43,2″ N, 4° 13′ 53,1″ W             | Villa                        | 35276   | Balnain House                                    |
| Inverness Public Library                         | Inverness 57° 28′ 51,8″ N, 4° 13′ 28,5″ W             | Bibliothek                   | 35311   | Inverness Public Library                         |
| Inverness Cathedral                              | Inverness 57° 28′ 27,9″ N, 4° 13′ 44,8″ W             | Kirche                       | 35330   | Inverness Cathedral                              |
| Nairn Old Parish Church                          | Nairn 57° 35′ 1,7″ N, 3° 52′ 33,2″ W                  | Kirche                       | 38400   | Nairn Old Parish Church                          |
| Nairn Bandstand                                  | Nairn 57° 35′ 16,5″ N, 3° 52′ 16,3″ W                 | Pavillon                     | 38450   | Nairn Bandstand                                  |
| St Duthus Collegiate Church                      | Tain 57° 48′ 45,2″ N, 4° 3′ 16,5″ W                   | Kirche                       | 41843   | St Duthus Collegiate Church                      |
| Tain Tolbooth                                    | Tain 57° 48′ 43,3″ N, 4° 3′ 17,9″ W                   | Rathaus                      | 41867   | Tain Tolbooth                                    |
| Wick Heritage Centre                             | Wick 58° 26′ 22,8″ N, 3° 5′ 18,6″ W                   | Museum                       | 42286   | Wick Heritage Centre                             |
| Dunbar Memorial                                  | Wick 58° 26′ 37,6″ N, 3° 5′ 40,8″ W                   | Grabmal                      | 44956   |                                                  |
| Straßenbrücke von Kinlochleven                   | Kinlochleven 56° 42′ 47,8″ N, 4° 58′ 13,3″ W          | Brücke                       | 46265   |                                                  |
| Kraftwerk der Kinlochleven Aluminium Works       | Kinlochleven 56° 42′ 46″ N, 4° 57′ 28,8″ W            | Industriebauwerk             | 49944   | Kraftwerk der Kinlochleven Aluminium Works       |
| Eden Court Theatre                               | Inverness 57° 28′ 22″ N, 4° 13′ 50,4″ W               | Theater                      | 49959   | Eden Court Theatre                               |
| Staumauer des Blackwater Reservoirs              | nahe Kinlochleven 56° 42′ 6,7″ N, 4° 51′ 49,1″ W      | Stauwerk                     | 51833   | Staumauer des Blackwater Reservoirs              |
| Wassersteuerung der Kinlochleven Aluminium Works | nahe Kinlochleven 56° 42′ 4,2″ N, 4° 56′ 19,6″ W      | Industriebauwerk             | 51834   | Wassersteuerung der Kinlochleven Aluminium Works |
| Tanklager Inchindown                             | nahe Invergordon 57° 44′ 26,1″ N, 4° 12′ 17,4″ W      | Militärbauwerk               | 52317   | Tanklager Inchindown                             |
| Kirkhill Cruck Cottage                           | Kirkhill 57° 28′ 42,7″ N, 4° 24′ 41,9″ W              | Wohngebäude                  | 52377   |                                                  |
| Kylesku Bridge                                   | nahe Kylesku 58° 15′ 25,8″ N, 5° 1′ 25,6″ W           | Brücke                       | 52497   | Kylesku Bridge                                   |